# Zachary Lieberman
Zachary Lieberman est un artiste américain des nouveaux médias, designer, programmeur et enseignant. Il est membre de l'Alliance graphique internationale depuis 2022.

## Origine et études
Né en 1977, Lieberman est titulaire d'un Bachelor of Arts en Arts du Hunter College ainsi que d'un Bachelor of Fine Arts et d'un Master of Fine Arts en Design et Technologie de la Parsons School of Design.

## Travail
Le travail de Zach Lieberman a été présenté dans de nombreuses expositions à travers le monde, notamment à Ars Electronica, à Futuresonic, au CeBIT et au Off Festival.
Il a collaboré avec l'artiste Golan Levin sur le projet audiovisuel interactif Messa Di Voce.
Avec Theo Watson et Arturo Castro, il a créé openFrameworks, une bibliothèque C++ open source pour le code créatif et les arts interactifs.
Lieberman a effectué des résidences au Ars Electronica Futurelab, Eyebeam, , Dance Theatre Workshop et au Hangar Center for the Arts de Barcelone. En 2013, il a cofondé à New York la School for Poetic Computation, structure hybride entre école d'art, résidence d'artiste et groupe de recherche.
Son travail recourt à la technologie de manière ludique pour briser la fragile frontière entre le visible et l'invisible. Son travail artistique se concentre sur l'infographie, l'interaction homme-machine et la vision par ordinateur.
Il enseigne la programmation graphique à la Parsons School of Design.

## Prix et distinctions
- 2018 : Maryland Institute College of Art, William O. Steinmetz '50, designer en résidence[10].
- 2010 : AOL, bourse d'artiste 25x25
- 2010 : Golden Nica en Art Interactif pour le projet Eyewriter, Prix Ars Electronica. Partagé avec James Powderly, Tony Quan, Evan Roth, Chris Sugrue et Theo Watson[11].
- 2010 : Il est classé à la 36e place parmi les « 100 personnes les plus créatives en affaires » par le magazine Fast Company[12]
- 2009 : Bourse d'artiste, Conseil des arts de l'État de New York
- 2008 : Mention Honorifique à Ars Electronica dans la catégorie Art interactif, pour le projet OpenFrameworks (partagé avec Theo Watson)[13]
- 2006 : Prix, concours CynetArt.
- 2006 : Prix de distinction, Prix Ars Electronica 2006.
- 2005 : Bourse d'artiste, Conseil des arts de l'État de New York
- 2005 : Nommé pour le titre d'artiste de l'année, 6e Rave Award du magazine WIRED
- 2004 : Mention honorable, Art interactif, Prix Ars Electronica 2004